# Championnat du monde de roller in line hockey féminin FIRS 2002
L'édition 2002 du championnat du monde de roller in line hockey féminin fut la 1re édition organisée par la Fédération internationale de roller sport, et s'est déroulé à  Rochester, New-York (États-Unis) au Esl Sports Centre.

## Équipes engagées
| - Australie - Canada | - États-Unis - Royaume-Uni | - Japon - Mexique |

## Phases préliminaires

### 1ejournée
| 19 juillet | Australie  | 0  | - | 12 | Canada      |
| 19 juillet | États-Unis | 8  | - | 0  | Royaume-Uni |
| 19 juillet | Japon      | 3  | - | 1  | Mexique     |
| 19 juillet | États-Unis | 12 | - | 0  | Australie   |
| 19 juillet | Canada     | 15 | - | 0  | Japon       |

### 2ejournée
| 20 juillet | Royaume-Uni | 0 | - | 11 | Canada      |
| 20 juillet | États-Unis  | 9 | - | 0  | Mexique     |
| 20 juillet | Japon       | 1 | - | 1  | Australie   |
| 20 juillet | Canada      | 4 | - | 2  | États-Unis  |
| 20 juillet | Mexique     | 7 | - | 2  | Royaume-Uni |

### 3ejournée
| 21 juillet | Australie   | 4  | - | 0 | Mexique     |
| 21 juillet | Royaume-Uni | 3  | - | 4 | Japon       |
| 21 juillet | Australie   | 4  | - | 3 | Royaume-Uni |
| 21 juillet | Canada      | 11 | - | 0 | Mexique     |
| 21 juillet | États-Unis  | 5  | - | 0 | Japon       |

### Classement
|     | Équipe      | G | P | N | PTS | B+ | B- | GA   |
| --- | ----------- | - | - | - | --- | -- | -- | ---- |
| 1er | Canada      | 5 | 0 | 0 | 10  | 53 | 2  | +51  |
| 2e  | États-Unis  | 4 | 1 | 0 | 8   | 36 | 4  | +32  |
| 3e  | Japon       | 2 | 2 | 1 | 5   | 8  | 25 | - 17 |
| 4e  | Australie   | 2 | 2 | 2 | 5   | 9  | 28 | -19  |
| 5e  | Mexique     | 1 | 4 | 0 | 2   | 8  | 29 | -21  |
| 6e  | Royaume-Uni | 0 | 5 | 0 | 0   | 8  | 34 | -26  |

## Phases finales

### Tableau final
|  | Demi-finales | Demi-finales |                        |    | Finale     | Finale     |
|  | Demi-finales | Demi-finales |                        |    | Finale     | Finale     |
|  |              |              |                        |    |            |            |
|  | 22 juillet   | 22 juillet   |                        |    | 23 juillet | 23 juillet |
|  | 22 juillet   | 22 juillet   |                        |    | 23 juillet | 23 juillet |
|  | Canada       | 11           |                        |    | 23 juillet | 23 juillet |
|  | Canada       | 11           |                        |    | 23 juillet | 23 juillet |
|  | Australie    | 1            |                        |    | 23 juillet | 23 juillet |
|  | Australie    | 1            | Canada                 | 2  |            |            |
|  |              |              | Canada                 | 2  |            |            |
|  |              | États-Unis   | 0                      |    |            |            |
|  | États-Unis   | États-Unis   | 0                      | 15 |            |            |
|  | États-Unis   |              |                        | 15 |            |            |
|  | Japon        | 1            |                        |    |            |            |
|  | Japon        | 1            | Match pour la 3e place |    |            |            |
|  |              |              |                        |    |            |            |
|  | 23 juillet   |              |                        |    |            |            |
|  |              |              |                        |    |            |            |
|  | Australie    | 6            |                        |    |            |            |
|  | Australie    | 6            |                        |    |            |            |
|  | Japon        | 3            |                        |    |            |            |
|  | Japon        | 3            |                        |    |            |            |

### Matchs de classement
| 22 juillet - 5e place : | Royaume-Uni | 0 | - | 2 | Mexique |

## Bilan
| 1 | Canada      | Médaille d'or      |
| 2 | États-Unis  | Médaille d'argent  |
| 3 | Australie   | Médaille de bronze |
| 4 | Japon       |                    |
| 5 | Mexique     |                    |
| 6 | Royaume-Uni |                    |